# 325 (číslo)
Tři sta dvacetl pět je přirozené číslo, které následuje po čísle tři sta dvacet čtyři a předchází číslu tři sta dvacet šest. Římskými číslicemi se zapisuje CCCXXV a řeckými číslicemi τκε.

## Matematika
325 je:
- Deficientní číslo
- Nešťastné číslo
- Šestiúhelníkové číslo
- Devítiúhelníkové číslo
- Nejmenší číslo, které lze vyjádřit jako součet dvou druhých mocnin třemi způsoby: 12 + 182, 62 + 172 a 102 + 152

## Astronomie
- (325) Heidelberga je planetka hlavního pásu, kterou objevil v roce 1892 Max Wolf

## Doprava
Silnice II/325 je česká silnice II. třídy vedoucí na trase I/35 – Máslojedy – Velehrádek – Bílá Třemešná – Mostek – peáž s I/16 - Chotěvice – Hostinné – Rudník

## Roky
- 325
- 325 př. n. l.